# Ташкан, Ченк
Ченк Ташкан (тур. Cenk Taşkan) настоящее имя Мажак Тошикян — турецкий и армянский музыкант и композитор.

## Биография
Мажак Тошикян родился в 1947 году в Турции, в армянской семье на острове Киналиада, подчинённом Стамбульскому муниципалитету. С ранних лет увлекался музыкой, пел при церковном хоре Армянской церкви Стамбула. В 1965 году Мажак начал свою профессиональную карьеру в качестве гитариста в оркестре Явуза Озышыка. В 1966 году познакомился с Эрол Бююкбурчаном с которым работал до призыва на военную службу. Сочинять песни начал во время службы в армии, после того как встретил поэта Мехмета Теомана и певца Дуру, с которым он впоследствии сочинял популярные в Турции песни. Дабы избежать цензуры и не создавать проблем своим друзьям Мижак Тошикян меняет своё имя на Ченк Ташкан. По словам музыканта, он изменил имя в основном по политическим причинам. В одном из интервью отвечая на вопрос о смене имени он ответил: 
В то время, если бы я не изменил имя, моя работа цензурировалась бы TRT (гостелерадиокомпанией Турции). Я изменил имя, когда мы начали посылать наши работы TRT, чтобы моё имя не вызвало проблем для моих друзей. В TRT могли отвергнуть наши песни только из-за моего имени!
В 1980-х годах Ченк Ташкан решил эмигрировать в Канаду, где он принял активное участие в жизни армянской общины. В Канаде Ташкан начинает писать армянские песни, первая из которых «Увидеть Ани и умереть» была написана в 1984 году под влиянием услышанного из уст девочки стихотворения Ованеса Шираза прочитанного ею на мероприятии посвященного памяти жертв Геноцида армян.

В 1997 году после 16 лет, проведенных в Северной Америке музыкант возвращается в Турцию, где продолжает заниматься любимым делом. Ченк Ташкан является автором около 300 турецких песен, которые исполняются известными турецкими певцами — Сезен Аксу, Нукхет Дуру, Таниу Окан, Ажда Пеккан и другими. Его альбом «Bir Nefes Gibi» («Как одно дыхание») считается критиками одним из лучших альбомов всех времен в истории турецкой поп-музыки. Им же написано около 30-ти армянских песен, многие из которых на стихи Шираза, другие на тему странствий у него много стихов — «Я забуду», «Увидеть Ани и умереть», «Арарат». Есть песни и на слова Даниэла Варужана — «Искрящийся огонь», «Иисус», «О, Талита». Также им написана песня на урартском языке «Халди». Говоря о всех своих написанных песнях Ташкан отмечает: 
Я армянин, и мои песни — отражение армянской души.
В 2010 году Ташканом на слова стихотворения Ованеса Шираза «Намак» была написана одноименная песня, которую исполнила певица армянского происхождения из Стамбула Сибил Бекторосоглу. Клип снятый на эту песню явился первым в истории клипом на армянском языке, который показали музыкальные каналы Турции и государственный TRT.